# كأس النرويج 1980
كأس النرويج 1980 (بالنرويجية: Norgesmesterskapet i fotball for menn 1980)‏ هو الموسم 75 من كأس النرويج. أشرف على تنظيمه اتحاد النرويج لكرة القدم، وفاز فيه نادي فوليرينغا.